# Schloss Seebarn am Wagram

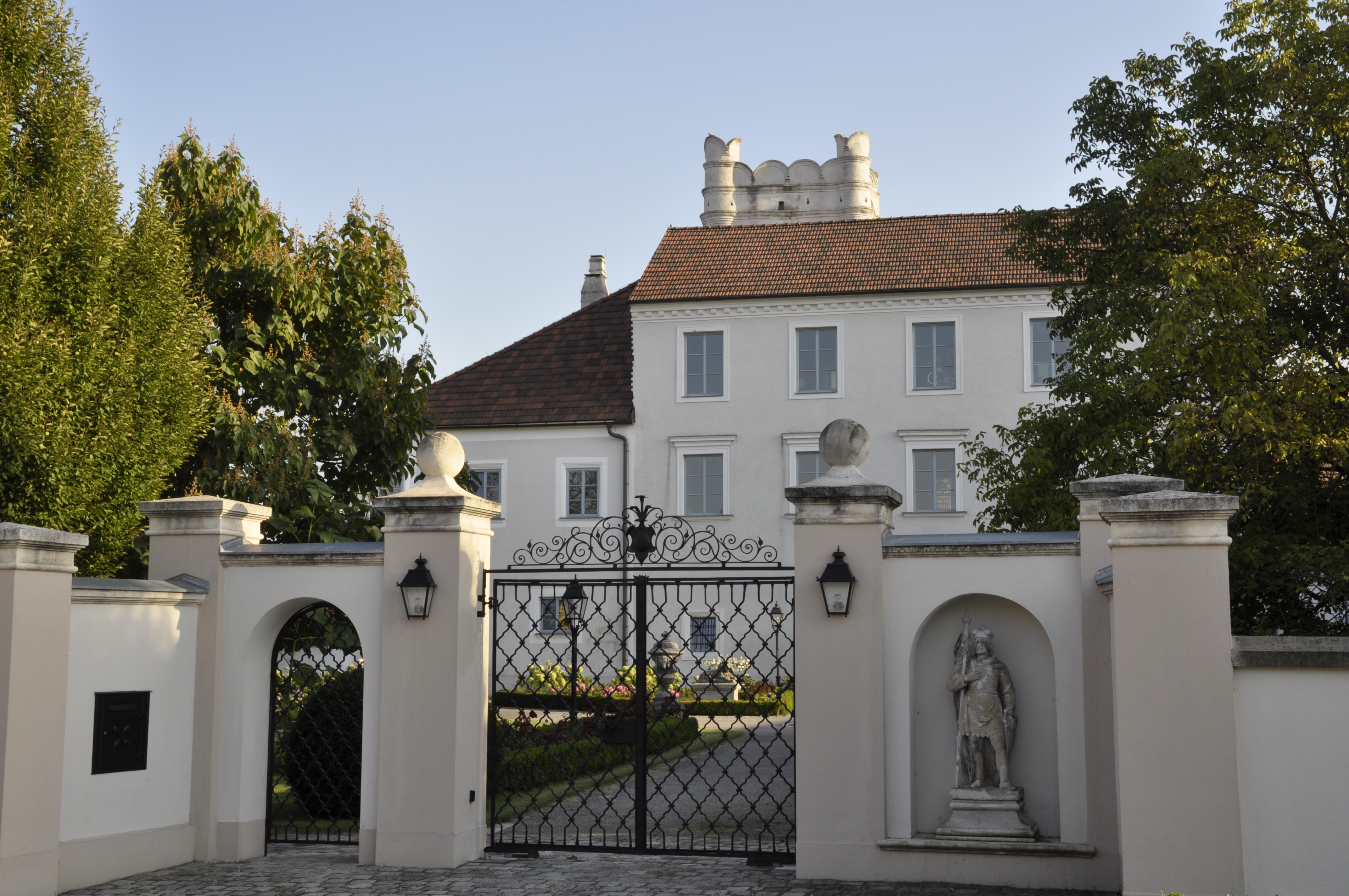
Nordseite des Schlosses

Das Schloss Seebarn am Wagram steht in Seebarn am Wagram in der Marktgemeinde Grafenwörth im Bezirk Tulln in Niederösterreich. Das Schloss steht unter Denkmalschutz (Listeneintrag).

## Geschichte
Die Anlage lässt sich bis in das Jahr 1309 zurückverfolgen. Zuerst im Besitz der Schenken von Seebarn kam es um 1488 an Hans Zeller. 
Um 1590 war es ein Ansitz der Familie Straub zu Thürnthal, 1592 im Besitz der Freiherren von Auersperg. 1664 waren die Grafen von Verdenberg die Herrschaftsinhaber von Oberseebarn. Ab 1688 gehörte das Schloss den Grafen Enckevort, welches es mit der Herrschaft Grafenegg vereinigten. Beide Güter gingen dann an die Fürsten Metternich-Sandor.
Das Schloss befindet sich in Privatbesitz.

## Architektur
Bei dem Schloss handelt es sich um einen Renaissancebau aus der Mitte des 16. Jahrhunderts mit mittelalterlichem Kern und Wehrturm.